# Еврейское кладбище в Севастополе
Еврейское кладбище, в 20 веке иногда Еврейское национальное кладбище — памятник истории, кладбище, на котором похоронены представители иудейского талмудического вероисповедания (в отличие от караимов), а позднее еврейской национальности вообще. Кладбище находится на территории города Севастополя, на улице Пожарова. Основано в 1856 году, закрыто в 1965 году, хотя последнее захоронение датируется 1971 годом. Рядом с кладбищем расположено Караимское национальное кладбище.

## История
Еврейское кладбище возникло после завершения Крымской войны в 1856 году. Во время Обороны Севастополя было полностью уничтожено старое еврейское кладбище. В 1897 году еврейская община Севастополя обратилась в городскую думу с просьбой нового размежевания земли для расширения кладбища. 
...место вблизи херсонесской дороги под кладбище в настоящее время почти все занято могилами.
Из-за занятости большой доли земли еврейское, караимское и магометанское кладбища расположились рядом в Кладбищенской балке, на северо-западе Рудольфовой горы. В 1887 году кладбище нанесено на генеральный план Севастополя. Наибольший вред и разрушение нанесли землетрясение 12 сентября 1927 года и ливень 1 сентября 1928 года. Несмотря на разрушения Севастополя в Великой Отечественной войне, кладбище продолжало свою работу до закрытия 1 марта 1965 года. По состоянию на 2015 год еврейское национальное кладбище находится в запущенном состоянии. В центре кладбища находится дом-часовня, которая построена и освящена в начале XX века.

## Надгробия
После исследований, проведённых в 1990 году, на кладбище зафиксировано 1772 могил, имеющих признаки надмогильных сооружений, но только на 547 из них можно прочесть фамилии похороненных. Другие почти 33 % захоронений обозначены только могильными холмиками. Сохранившиеся надгробия разделены на 10 типов надгробий, эпитафии на русском, еврейском языках и двуязычные, которые в свою очередь разделяются на 25 групп. Например: это надгробия в виде цветника, установленные в основном в 1917 году, горизонтальные надгробия в виде плиты с мемориальной доской, с наклонным подъёмом, в виде стелы, пирамиды или обелиска. Надгробия в виде саркофага относятся к наиболее древним по типу.

## Интересные факты
- Наиболее раннее сохранившееся захоронение датируется 1866 годом[2].
- Последнее захоронение датируется 1971 годом, причём кладбище официально закрыто в 1965 году[2].
- Примерно 7 % сохранившихся надгробий относятся к 1917 году, большинство из них уничтожено до Второй мировой войны[2].